# زارتبه
زارتبه هي بلدة في مقاطعة أنغور في ولاية صرخنداريا في أوزبكستان.